# Shuto Komaki
Shuto Komaki (japanisch 駒木 秀人 Komaki, Shuto; * 30. Mai 2000 in der Präfektur Kumamoto) ist ein japanischer Fußballspieler.

## Karriere
Shuto Komaki erlernte das Fußballspielen in den Jugendmannschaften von Sorriso Kumamoto und Roasso Kumamoto sowie in der Universitätsmannschaft der Kyushu Sangyo Universit. Seinen ersten Vertrag unterschrieb er im Januar 2023 bei Albirex Niigata (Singapur). Der Verein, ein Ableger des japanischen Erstligisten Albirex Niigata, spielt in der ersten singapurischen Liga, der Singapore Premier League. Sein erstes Pflichtspiel für Albirex bestritt er am 19. Februar 2023 im Singapore Community Shield. In dem Spiel gegen Hougang United stand er in der Startelf und wurde in der 76. Minute gegen Tadanari Lee ausgewechselt. Albirex gewann das Spiel 3:0. Sein erstes Pflichtspiel in der Liga bestritt er am 1. Spieltag am 25. Februar 2023 im Heimspiel gegen die Young Lions. Bei dem 3:0-Sieg stand er in der Startelf und schoss in der 33. Minute sein erstes Ligator zur 1:0-Führung. Nach der Pause wurde er gegen Riku Fukashiro ausgewechselt. Am Ende der Saison 2023 feierte er mit Niigata die singapurische Meisterschaft.

## Erfolge
Albirex Niigata (Singapur)
- Singapurischer Meister: 2023
- Singapore Community Shield: 2023